# 久留里藩
久留里藩（くるりはん）は、上総国望陀郡久留里（現在の千葉県君津市久留里）の久留里城を居城とした藩。

## 歴史
小田原征伐後、関東に入部した徳川家康は、徳川四天王の一人・榊原康政の嫡男・大須賀忠政（松平忠政）に久留里3万石を与えた。これが久留里藩の立藩である。

### 土屋家時代
慶長6年（1601年）2月1日、忠政は遠州横須賀藩に移され、翌年7月に土屋忠直が2万石で入った。忠直は天正10年（1582年）、織田信長の甲州征伐で最後まで武田家に忠誠を尽くした土屋昌恒の子である。忠直は慶長17年（1612年）4月9日に死去し、跡を利直が継いだ。利直の時代には、後の正徳の治の立役者である新井白石とその父正済が仕えている。
利直は延宝3年（1675年）閏4月24日に死去し、跡を直樹が継いだ。しかし直樹は延宝7年（1679年）8月7日、狂気を理由に改易された。ただし、先君らの功績を評価されて、土屋家は直樹の長男逵直の家系が3000石の旗本として存続した。土屋家の改易以後、しばらく久留里への入部はなかった。

### 黒田家時代
寛保2年（1742年）7月28日、上野国沼田藩から黒田直純が3万石で入り、再び久留里藩を立藩した。直純の黒田家は、筑前国福岡藩の黒田家とは別の一族であり、徳川綱吉の家臣で元は館林藩家老の黒田用綱の一族である。
直純は、土屋家改易のときに廃城となっていた久留里城の再建や新規の家臣召し抱え、城下町整備など藩政の基盤固めに尽力し、大坂加番や奏者番などを歴任した。しかし第3代藩主直英の頃から藩財政の困窮化が深刻となり、このために倹約や俸禄制度改革、三割の法制定などによる藩政改革が行なわれたが、効果はなかった。第7代藩主直静のとき、藩校三近塾が創設された。しかし、幕末期は相次ぐ異国船の出没に備えての海防や、歴代藩主の多くが大坂加番に任じられたため、そのための出費が著しく、財政は悪化の一途をたどった。
戊辰戦争のとき、最後の藩主直養は新政府軍に帰順した。翌年の版籍奉還で知藩事となり、明治4年（1871年）の廃藩置県で久留里藩は廃藩となった。その後は久留里県を経て、木更津県に編入された。 また、明治末期に旧藩主黒田家の依頼によって、家老の一族の森勝蔵によって藩史『久留里藩制一班』『雨城廼一滴』が編纂され、譜代小藩の内政が細かく記されている貴重な郷土資料となっている。この森家は黒田直邦が下館城主であった時代から仕える黒田家の重臣で、その祖は津山藩主森家に由来する一族である。

## 歴代藩主

### 大須賀（松平）家
譜代 3万石
1. 大須賀忠政

### 土屋家
譜代 2万石
1. 土屋忠直
2. 土屋利直
3. 土屋直樹

1679年 - 1742年 入部なし

### 黒田家
譜代 3万石
1. 黒田直純
2. 黒田直亨
3. 黒田直英
4. 黒田直温
5. 黒田直方
6. 黒田直侯
7. 黒田直静
8. 黒田直和
9. 黒田直養

## 領地
- 武蔵国
  - 埼玉郡のうち - 7村（埼玉県に編入）
  - 比企郡のうち - 4村
  - 高麗郡のうち - 18村
  - 入間郡のうち - 2村（うち1村を品川県、1村を韮山県に編入）
  - 榛沢郡のうち - 7村（うち2村を岩鼻県に編入）
  - 児玉郡のうち - 9村（うち1村を岩鼻県に編入）
  - 賀美郡のうち - 6村
  - 幡羅郡のうち - 4村
- 上総国
  - 望陀郡のうち - 39村（うち21村を花房藩に、15村を安房上総知県事を経て桜井藩に編入）
  - 市原郡のうち - 15村（鶴舞藩に編入）
  - 夷隅郡のうち - 12村（うち8村を大多喜藩に、4村を安房上総知県事に、2村を安房上総知県事を経て大多喜藩に編入）
  - 埴生郡のうち - 1村（鶴舞藩に編入）

明治維新後に、望陀郡67村（旧旗本領2村、旧前橋藩領25村、旧請西藩領3村、旧飯野藩領2村、旧佐貫藩領1村、旧安房上総知県事領36村【内訳は旧旗本領31村、旧幕府領14村、旧与力給地5村、旧請西藩領1村】）が加わり、上総国内の領地は大幅に入れ替わった。なお相給が存在するため、村数の合計は一致しない。